# La guerra de los Rose
La guerra de los Rose es una película estadounidense de comedia de 1989, dirigida por Danny DeVito y protagonizada por Michael Douglas, Kathleen Turner y DeVito en los papeles principales. 
La cinta fue galardonada con los premios BMI 1990 a David Newman y el Goldene Leinwand de 1990 a 20th Century Fox.

## Sinopsis
Una pareja se conoce en una subasta en una puja por un objeto. Se enamoran, se casan y parecen un matrimonio feliz, hasta que por un incidente terminan peleándose. Ellos se esfuerzan por quedarse con la casa donde vivían y ya que están en proceso de divorcio, tratan de hacerse la vida imposible el uno al otro hasta el fin.

## Reparto
- Michael Douglas como Oliver Rose
- Kathleen Turner como Barbara Rose
- Danny DeVito como Gavin D'Amato
- Marianne Sägebrecht como Susan
- Dan Castellaneta como Cliente de Gavin D'Amato
- Sean Astin como Josh
- Heather Fairfield como Carolyn
- G. D. Spradlin como Harry Thurmont
- Peter Donat como Jason Larrabee
- David Wohl como Dr. Gordon

## Fechas de estreno
| País                                                                          | Fecha de estreno                |
| ----------------------------------------------------------------------------- | ------------------------------- |
| Alemania                                                                      | Jueves 22 de febrero de 1990    |
| Argentina                                                                     | Jueves 26 de abril de 1990      |
| Australia                                                                     | Jueves 21 de diciembre de 1989  |
| Austria                                                                       | Viernes 23 de febrero de 1990   |
| Bélgica                                                                       | Miércoles 28 de febrero de 1990 |
| Belice · Costa Rica · El Salvador · Guatemala · Honduras · Nicaragua · Panamá | Viernes 2 de marzo de 1990      |
| Bolivia                                                                       | Jueves 3 de mayo de 1990        |
| Brasil                                                                        | Jueves 1 de marzo de 1990       |
| Chile                                                                         | Viernes 20 de abril de 1990     |
| Chipre                                                                        | Jueves 29 de marzo de 1990      |
| Colombia                                                                      | Jueves 5 de abril de 1990       |
| Corea del Sur                                                                 | Sábado 29 de septiembre de 1990 |
| Dinamarca                                                                     | Viernes 23 de marzo de 1990     |
| Egipto                                                                        | Lunes 20 de agosto de 1990      |
| España                                                                        | Viernes 16 de marzo de 1990     |
| Estados Unidos · Canadá                                                       | Viernes 8 de diciembre de 1989  |
| Filipinas                                                                     | Miércoles 25 de julio de 1990   |
| Finlandia                                                                     | Viernes 30 de marzo de 1990     |
| Francia                                                                       | Miércoles 7 de marzo de 1990    |

| País                | Fecha de estreno                 |
| ------------------- | -------------------------------- |
| Grecia              | Jueves 29 de marzo de 1990       |
| Hong Kong           | Jueves 5 de abril de 1990        |
| Hungría             | Jueves 3 de mayo de 1990         |
| India               | Viernes 26 de octubre de 1990    |
| Israel              | Viernes 16 de marzo de 1990      |
| Italia              | Viernes 9 de marzo de 1990       |
| Jamaica             | Miércoles 4 de abril de 1990     |
| Japón               | Sábado 19 de mayo de 1990        |
| Malasia             | Jueves 26 de abril de 1990       |
| México              | Viernes 4 de mayo de 1990        |
| Noruega             | Jueves 15 de marzo de 1990       |
| Nueva Zelanda       | Viernes 9 de marzo de 1990       |
| Países Bajos        | Jueves 15 de marzo de 1990       |
| Perú                | Jueves 17 de mayo de 1990        |
| Portugal            | Viernes 23 de marzo de 1990      |
| Puerto Rico         | Jueves 18 de enero de 1990       |
| Reino Unido Irlanda | Viernes 9 de marzo de 1990       |
| Singapur            | Jueves 22 de marzo de 1990       |
| Sudáfrica           | Viernes 2 de marzo de 1990       |
| Suecia              | Viernes 9 de marzo de 1990       |
| Suiza               | Viernes 23 de febrero de 1990    |
| Tailandia           | Sábado 16 de junio de 1990       |
| Taiwán              | Sábado 27 de enero de 1990       |
| Turquía             | Viernes 28 de septiembre de 1990 |
| Uruguay             | Jueves 8 de marzo de 1990        |
| Venezuela           | Miércoles 11 de abril de 1990    |